# Rhynchospora sola
Rhynchospora sola är en halvgräsart som beskrevs av Shirley Gale. Rhynchospora sola ingår i släktet småag, och familjen halvgräs. Inga underarter finns listade i Catalogue of Life.